# World Rally Championship (serie)
World Rally Championship (WRC) è una serie di videogiochi simulatori di guida prodotta con la licenza ufficiale del Campionato del mondo rally, comprendente auto, piloti e tracciati ufficiali.
La prima serie è stata sviluppata da Evolution Studios tra il 2001 e il 2005 con cinque titoli pubblicati per le console PlayStation 2 e PlayStation Portable.
La seconda serie, che riprende la numerazione da capo con WRC: FIA World Rally Championship, è iniziata nel 2010, realizzata da Milestone, con cinque titoli commercializzati per PlayStation 3, Xbox 360 e PC.
Dal 2015 la serie è passata in mano alla francese Kylotonn Games, che ha distribuito WRC 5 per PlayStation 3, PlayStation 4, Xbox 360, Xbox One, PlayStation Vita e PC, e WRC 6 per PlayStation 4, Xbox One e PC. Nel 2023 la serie è stata sviluppata da Codemasters e distribuita da EA Sports. Dal 2027 i diritti sono stati acquisiti da Nacon.

## Milestone

### WRC: FIA World Rally Championship
La rivista Play Generation lo classificò come l'ottavo migliore titolo di guida del 2010. La stessa testata lo classificò come uno dei quattro migliori giochi per ricoprire di fango la carrozzeria.